# 茨城县立结城第二高等学校
茨城县立结城第二高等学校（日语：茨城県立結城第二高等学校）位于日本国茨城县结城市，是县立高等学校。

## 历史
1913年，结城町立女子技艺学校建立。1925年，学校改名为“结城郡结城女学校”。1931年，学校改名为“结城实践高等女校”。1939年，学校改名为“结城高等女子学校”。1942年，学校改名为“结城县立结城高等女子学校”。1948年，学制改革，学校改名为“茨城县立結城女子高等学校”。1949年，实行男女共校制，学校改名为“茨城县立結城第二高等学校”。2008年，全日制招生停止。

## 学科
- 全日制课程
- 普通科

## 地址
茨城县结城市大字结城7355号

## 著名校友
- 新川和江，女诗人
- 多田富雄，免疫学者